# Dogen
Dogen（ドウゲン：道元、1987年生まれ）は、アメリカ合衆国ワシントン州シアトル出身、大分県別府市在住のYouTuber・日本語講師・作家。
登録者数41.3万人を記録するYouTubeチャンネル『Dogen』の運営者であり、日本語の談話分析や音声学、比較文化に関する動画を海外の視聴者に向けコメディタッチに配信している。日本での執筆活動は本名オドネル・ケビン名義である。血液型はA型。「道元」の由来は曹洞宗の開祖である道元禅師の「弟子の弟子の甥」から。Tokyo Creative株式会社所属。身長185cm。

## 来歴
1987年にアメリカ合衆国カリフォルニア州に出生、シアトルで育つ。1歳半歳の離れた兄がいる。幼い頃にアニメ『ニンジャ・タートルズ』を通じて空手を知り、日本に興味を持つ。13歳のとき、ネットラジオで日本のインディーズ・ガールズロックバンド「SOFTBALL」の楽曲『童部 WARAWABE』を聞いて感銘を受け、歌詞の意味を知るために近所の書店で日本語の教科書を購入し独学を始める。
高校卒業後の2005年に母国のワシントン大学に入学し、日本語言語学を専攻。2006年に初来日する。
大学3年生の2007年1月29日、YouTubeチャンネル「Dogen」を立ち上げる。母校で所属していたサークルのアクロバットスポーツ「トリッキング」の動画をアップする。また同年、慶応義塾大学に交換留学生として留学。留学中に「SOFTBALL」へファンレターを書き、ボーカルの女性から返事を貰う。ライブに何回も足を運びアフターパーティにも呼ばれるようになる。当時の手紙についてボーカルの女性は「涙が出るほど嬉しかった」と感謝を述べたという。この出会いから、執筆など創造的な活動への影響を受ける。
大学4年生の2008年、近代文学の授業で金原ひとみの短編小説『ミンク』に出会い衝撃を受ける。その後、母国へ帰国しワシントン大学を卒業する。
卒業後は韓国ソウルなどアジアを訪れながら、2009年に英語で青春短編小説の『カラハン湖の渡り』を執筆。2009年8月に大分県別府市の公立学校の外国語指導助手（ALT）として再来日する。2012年に日本語能力試験（JLPT）一級に合格。同年、英語教師のかたわら日本語の随筆集『雑文集 I』をiPhoneで自費出版する。ダウンロード数二万件を超える好評を博する。201年8月、ALTの契約を終了する。2013年、日本語の小説『マヨネーズ』を出版、Kindleエンターテイメント部門一位を獲得する。さらに同年『雑文集 Ⅱ』『雑文集 Ⅲ』の自費出版を行い、「ダイレクト文藝マガジン008号」にて短編小説『フランス人のソウル』を発表する。同年3月、ガジェット通信でJ-Popに関するtwitter投稿が取り上げられる。
ALT終了後の同年7月には、「水道もネットもガスも含めて家賃が三万円もしないゴキブリ地獄」であるという大分県別府市にあるアパートに在住しながら、近所の学習塾で英語教師として勤務し、同時に執筆活動とビデオ制作に取り組む。
2015年、交際していた日本人女性と結婚。2016年、第二本目となるYouTube動画を投稿。第三本目の投稿では、株式会社コーエーテクモホールディングスに在職のYouTuber・SupersonicのJasonと初のコラボレーションを行う。その後日本語による初の動画『BUTTER /「バター」』を投稿。マイクスタンドに紺のTシャツで日本語漫談を行う動画スタイルを確立する。同年2月、テキスト上と実生活の日本語の乖離をコメディ調に紹介する『Advanced Japanese Lesson/上級日本語教室』シリーズを開始。
同年4月17日、熊本地震による大分県内の様子を発信する。同年9月、日本語の音声学を紹介する『Japanese Phonetics』シリーズを開始。視聴者から好評を博す。同年12月、人気在日外国人YouTuberであるAbroad in JapanやThe Anime Man、PDRらと初共演する。
2017年3月、アメリカの日本語学習サイト「TOFUGU」に特集が組まれる。2018年4月、Abroad in Japanのクリス・ブロードと再共演しQ&Aを実施。同年10月、画家とのコラボレーションで「日本の国際化」への複雑な思いを具現化したという「芸者プロジェクト（geishaproject）」を開始。2019年2月、『the japan times』にチャンネルが特集が組まれる。
2020年2月、YouTuberのJasonに日本のゲーム会社への就業過程についてのインタビュー動画を制作。同年4月、Twitchにて『ファイナルファンタジーⅦリメイク』の実況動画配信を行う。同年8月、視聴者の日本語動画を高低アクセントの観点から評価する『Japanese teacher grades your Japanese』シリーズを開始する。
2021年4月、YouTuberクリス・ブロードのポッドキャスト番組『Abroad in Japan Podcast』にゲストパーソナリティとして出演。
2021年10月時点において、クラウドファンディングサイト・パトレオンの日本語受講サイト登録者数は約2400人であり、英語圏の日本語学習者に高い支持を得ている。

## 人物
日本語は音声学から入り大学時代に3年間学んでいる。作家としての自身の文体については、「椎名林檎に憧れ、常に感性豊かな作品を作ろうと努力していますが、出来上がるのは何故か『丸の内サディスティック』を思わせるような精巧な創作というより、むしろ、きゃりーぱみゅぱみゅの『もしもし原宿』に近くなってしまいます。蝋燭の明かりと赤ワインではなく、LEDライトとハイチュウが合うような作品です」と述べている。2013年のインタビューでは、将来の夢について「日本で作家になり、アメリカ人初の芥川賞を受賞すること」と語っている。
主なシリーズは、より実際的な日本語談話を皮肉を交えて紹介する『Advanced Japanese Lesson/上級日本語教室』と音声学を学術的に紹介する『Japanese Phonetics』であるが、その他にも日本の政治家や芸能界、日常の風景などを風刺したシリーズも人気である。日本語の発音では、カタカナが最も難解だと述べている。
大学時代はアクロバットスポーツ「トリッキング」のサークルに所属し、バク宙ができるなど文武両道派である。
好きな日本の作家に、金原ひとみや三島由紀夫を挙げているが村上春樹は好きではないと述べている。金原ひとみの魅力については、「文体もさることながら、内容が最高に面白い。主人公の想像や独り言など、あのような描写を本の中で見るのは初めてでした。『小説は美しくあるべき』という、僕の中にあった堅いイメージを、金原ひとみが壊してくれました」と述べている。
好きなアニメに、大友克洋原作の『AKIRA』今敏監督の『パーフェクトブルー』を挙げている。好きな映画には、リドリー・スコット監督の『エイリアン』と三池崇史監督の『十三人の刺客』。好きな音楽アルバムには、インディーズバンドのSOFTBALL以外に椎名林檎の『無罪モラトリアム』『勝訴ストリップ』、宇多田ヒカルの『DEEP RIVER』、SUPERCARの『HIGHVISION』、GO!GO!7188の『蛇足歩行』を挙げている。椎名林檎が好きな理由は「ショパンのように精巧でありながら容易に聞き入ることができる点」と述べている。
好きな食べ物は豚骨ラーメン。
交友関係は、YouTuberのAbroad in Japan（クリス・ブロード）、The Anime Man（ジョーイ・ビジンジャー）、Mr Yabatan（クラウド）らと特に親しく、動画で度々コラボレーションしている。

## 作品

### 随筆・小説
- 『カラハン湖の渡り』 - 2009年8月
- 『雑文集 I』[5]- 2012年
- 『マヨネーズ』- 2013年
- 『雑文集 II』- 同上
- 『雑文集 III』[6]- 同上
- 『フランス人のソウル』- 同上